# 浜尻屋貝塚
座標: 北緯41度24分38秒 東経141度27分31秒 / 北緯41.41056度 東経141.45861度
浜尻屋貝塚（はましりやかいづか）は、青森県下北郡東通村尻屋にある室町時代の貝塚。中世における海産物加工品生産の実態を物語っており、当時の交易の実態をも知ることができるものとして貴重なものとなり、2006年（平成18年）7月28日に国の史跡に指定されている。

## 特徴
貝塚は14箇所に分かれ、貝層は殻長6センチメートル程度のアワビが主体である。室町時代の14世紀前期から15世紀後期まで存在したと考えられており、古代に地方からの貢納品であった干アワビの生産地であったとみられる。かつて、海産物を俵に詰めて中国など国外に出荷することを「俵物」と読んだが、長崎県の「長崎俵物」は著名である。アワビも俵物と同様に、保存食材として広く交易された重要なものであったと考えられている。遠隔地との交易実態について不明点の多い中世に、干しアワビという交易品を産しており特筆すべきことから、国の史跡に指定された。